# Karl Friedrich Biltz

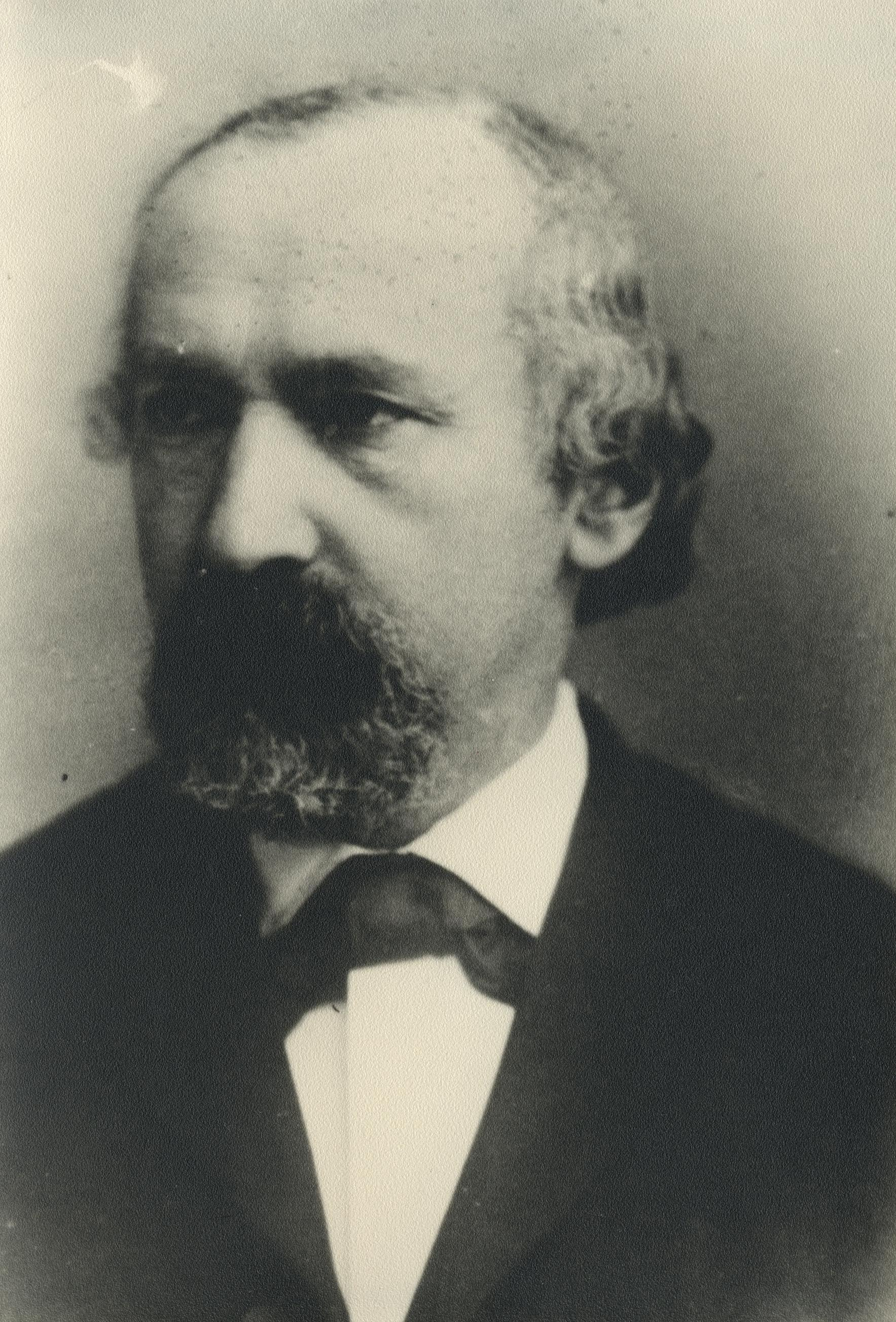
Karl Biltz

Karl Friedrich Biltz (* 6. Juli 1830 in Torgau; † 16. Dezember 1901 in Berlin) war ein deutscher Literaturwissenschaftler, Dramatiker und Theaterkritiker.

## Leben
Karl Biltz war der Sohn des Buchdruckers und Bürgermeisters Carl Friedrich Biltz (1796–1855) aus Niederneuschönberg und der Christiana Mänell (1791–1858). Er studierte an der Friedrichs-Universität Halle Evangelische Theologie und  Philosophie. 1848 wurde er im Corps Normannia Halle recipiert. Biltz wechselte an die Universität Jena, an der er 1864 zum Dr. phil. promoviert wurde. Er war vorübergehend als Gymnasiallehrer tätig, bevor er sich ausschließlich den Literaturwissenschaften und der Schriftstellerei widmete.
In seiner Abhandlung über: Wer hat die Erste Deutsche Bibel gedruckt in Neue Beiträge zur Geschichte der Deutschen Sprache und Literatur, Berlin 1891, Seite 67–124, hatte Biltz gemeinsam mit Wilhelm Walther, dem Mitglied des Mitarbeiterkreises der Realenzyklopädie für protestantische Theologie und Kirche, Leipzig 1916, und Verfasser des Werkes Die deutsche Bibelübersetzung des Mittelalters, Braunschweig 1889–1892, nachgewiesen, dass es sich bei der zwischen 1456 und 1466 in Straßburg bei Johannes Mentelin gedruckten Mentelschen Bibel um die erste deutsche Bibel handelte, wohingegen die seit langem als Erstausgabe gehandelte Eggesteynsche Version etwa aus dem Jahr 1470 nur ein Nachdruck war.
Darüber hinaus besaß Biltz eine wertvolle Sammlung alter Werke, die 1907 in einem Katalog unter dem Titel Das Deutsche Lied, geistlich und weltlich, bis zum 18. Jahrhundert von Martin Breslauer vorgelegt und versteigert wurde.
Karl Biltz gehörte der Redaktion der Norddeutschen Allgemeinen Zeitung an und blieb ihr auf dem Gebiet der Literatur und Theaterkritik bis zu seinem Tode treu. Neben seinen dramatischen Studien vor allem über Goethe und Anderes schrieb er selbst mehrere Komödien, Possen und Dramen.
Er war persönlich bekannt mit vielen Theaterleuten und Schriftstellern seiner Zeit. Insbesondere verband ihn eine tiefe Freundschaft mit dem Historiker Heinrich von Treitschke.
Karl Biltz war verheiratet mit Auguste Schlobach (1839–1883), Tochter des Vermessungsrates Tobias Schlobach (1798–1854). Mit ihr hatte er vier Kinder, darunter Johann Heinrich Biltz und Eugen Wilhelm Biltz.

## Schriften (Auswahl)
- Karl Biltz: Dramatische Studien – Goethe und Anderes. Riegel’sche Buch- und Musikalienhandlung (A. Stein), Potsdam 1893
- Karl Biltz: Neue Beiträge zur Geschichte der deutschen Sprache und Literatur. Verlag J.A. Stargardt, Berlin 1891
- Karl Biltz: Dramatische Humoresken. Verlag von Imberg und Lesson, Berlin, ohne Jahrg.
- Karl Biltz: Coriolan – Trauerspiel in fünf Akten. Verlag August Stein, Potsdam 1860
- Karl Biltz: Neuer deutscher Bücherschatz. Verzeichnis einer an Seltenheiten ersten Ranges reichen Sammlung von Werken der deutschen Literatur des XV. bis XIX. Jahrhunderts. Mit bibliographischen Bemerkungen und einem Anhang: Das wieder aufgefundene Wittenberger Gesangbüchlein vom Jahre 1526. Verlag Imberg und Lesson, Berlin, 1895;